# میدان گازی دالان
میدان گازی دالان از میدان‌های گازی ایران است، که در فاصله ۱۲۰ کیلومتری از جنوب غربی شیراز و ۲۰ کیلومتری جنوب شرقی شهر فراشبند، در استان بوشهر و استان فارس قرار دارد. این میدان در سال ۱۳۵۴ کشف و بهره‌برداری از آن از سال ۱۳۷۱ آغاز گردید. میدان دالان از میادین تحت مدیریت شرکت نفت مناطق مرکزی ایران به‌شمار می‌آید.
در این میدان گازی، تولید گاز طبیعی و میعانات گازی، از طریق ۱۱ حلقه چاه صورت می‌گیرد. میدان دالان توان تولید روزانه ۲۰ میلیون متر مکعب گاز و ۵٫۵۰۰ بشکه مایعات گازی را دارد. حجم ذخیره درجای گاز این میدان ۸٫۵ تریلیون فوت مکعب برآورد می‌شود.
میدان گازی دالان دارای تسهیلات سرچاهی، خطوط لوله جریانی که گاز چاه‌ها را به چند راهه‌ها و از چند راهه‌ها، به پالایشگاه فراشبند انتقال می‌دهند. گاز تولیدی از میادین دالان و آغار جهت فرآورش به پالایشگاه گاز فراشبند، که در کنار میدان گازی دالان واقع شده، ارسال می‌شود، که خود شامل لخته‌گیرهای جداکننده گاز از مایع، تفکیک‌گرهای دو و سه فازی، شش واحد نم‌زدایی گاز با تری اتیلن گلایکول، یک واحد تقلیل، واحد تثبیت مایعات گازی، مخازن ذخیره، ایستگاه بارگیری مایعات گازی، سیستم‌های‌ ارسال و دریافت توپک و پمپ‌های ارسال مایعات‌ گازی‌ می‌باشد.
گاز تولیدی پالایشگاه فراشبند که عمدتاً خوراک آن از میادین آغار و دالان تأمین می‌شود، بنا به نیاز، می‌تواند جهت تزریق در میادین نفتی با خط لوله ˝۴۲ اینچ، به طول ۳۳۰ کیلومتر، به شرکت ملی مناطق نفت خیز جنوب یا توسط خط لوله ˝۳۰ اینچ، به طول ۲۵ کیلومتر، به خط لوله سراسری گاز شماره دو ارسال گردد. همچنین مایعات گازی تولیدی توسط خط لوله ˝۸ اینچ، به طول ۱۵۴ کیلومتر، به پالایشگاه گاز فجر و از آنجا به بندر طاهری، جهت صادرات یا توسط تانکر، به پالایشگاه شیراز فرستاده می‌شود.